# Масеро, Тео
Аттилио Джозеф «Тео» Масеро (англ. Attilio Joseph "Teo" Macero; 30 октября 1925 — 19 февраля 2008) — американский джазовый саксофонист, композитор и музыкальный продюсер. Он был продюсером на лейбле Columbia Records на протяжении 20 лет. Масеро продюсировал альбомы Bitches Brew Майлза Дэвиса и Time Out Дейва Брубека, обе пластинки стали одними из самых продаваемых и наиболее влиятельных джазовых пластинок всех времён.

## Биография

### Ранняя жизнь
Тео Масеро родился и вырос в Гленс Фолсе, Нью-Йорк. После службы в военно-морских силах США он перебрался в Нью-Йорк, где в 1948 году поступил в джульярдскую школу. Он изучал композицию и окончил «Джульярд» в 1953 году со степенью бакалавра и магистра.

## Дискография

### Как лидер
- 1953 Explorations (Debut)
- 1956 What’s New? (Columbia)
- 1957 Teo with the Prestige Jazz Quartet (Prestige)
- 1959 Swinging Guys and Dolls (Musical Heritage Society)
- 1959 Something New, Something Blue (Columbia, 1959)
- 1965 Time + 7 (Finnadar)
- 1983 Impressions of Charles Mingus (Palo Alto)
- 1984 Acoustical Suspension (Doctor Jazz)
- 1985 Fusion (Europa)
- 1987 Teo Macero’s Jamboree (Musical Heritage Society)
- 1989 Sal Salvador & Crystal Image (Stash)
- 1999 Dark Star (Teo Macero)
- 1999 Bumps in the Road (Teo Macero)
- 1999 The Spirit (Teo Macero)
- 2001 For a Dream (Orchard)
- 2001 Impressions of Miles Davis (Orchard)
- 2002 The Eclectic Side of Teo Macero (Teo Macero)
- 2002 Pop Jazz, Vol. 1 (Teo Macero)
- 2002 Impressions of Duke Ellington (Teo Macero)
- 2002 Sax Fifth Avenue (Teo Macero)
- 2002 Teo Macero: A Dream (Teo Macero)
- 2003 Christmas Valentine (Teorecords)
- 2003 Music from the Ted Kennedy Jr. Story & Special Friendship (Teo Records)
- 2003 Whispering Gods (Teorecords)
- 2003 Impressions of Thelonious Monk (Teorecords)
- 2003 Black Knight (Teo Records)
- 2004 Teo for Two (3D)
- 2005 All Blues (Teorecords)
- 2005 Music for the Silver Screen (Teorecords)[2]

### Как приглашённый музыкант
С Чарльзом Мингусом
- The Jazz Experiments of Charlie Mingus (Bethlehem, 1954)
- Jazz Composers Workshop (Savoy, 1954-55)